# هاري مكاي
هاري مكاي هو محامي وقاضي وسياسي كندي، ولد في 29 مارس 1925، وتوفي في 1987.